# کین هادر
کین هادر (انگلیسی: Kane Hodder؛ زادهٔ ۸ آوریل ۱۹۵۵) یک هنرپیشه، بدل‌کار و بازیکن پوکر اهل ایالات متحده آمریکا است. وی از سال ۱۹۸۳ میلادی تاکنون مشغول فعالیت بوده‌است.
از فیلم‌ها یا برنامه‌های تلویزیونی که وی در آن نقش داشته‌است می‌توان به ارباب آرزوها، هیولا، یخ‌زده، تیشه، زندان، جیسون ایکس، جایی برای پنهان شدن نیست اشاره کرد.